# Life thru a Lens
Life thru a Lens är Robbie Williams debutalbum som soloartist, utgivet den 29 september 1997.

## Låtförteckning
1. "Lazy Days" – 3:54
2. "Life thru a Lens" – 3:07
3. "Ego a Go Go" – 3:31
4. "Angels" – 4:24
5. "South of the Border" – 3:53
6. "Old Before I Die" – 3:53
7. "One of God's Better People" – 3:33
8. "Let Me Entertain You" – 4:21
9. "Killing Me" – 3:56
10. "Clean" – 3:53
11. "Baby Girl Window" – 3:16 (innehåller en dold dikt betitlad "Hello Sir")